# Christine Murillo
Pour les articles homonymes, voir Murillo.
Christine Murillo est une comédienne française, née le 1er août 1951 à Paris.

## Biographie
Née en 1951 à Paris, elle est la fille de Léone Mail, de l’Opéra de Paris et de Robert Manuel, comédien, sociétaire honoraire et metteur en scène. Elle est la sœur de Catherine Salviat, également comédienne.
Elle suit une formation au Conservatoire national supérieur d'art dramatique de 1973 à 1976, notamment avec Louis Seigner, Jean-Paul Roussillon et Antoine Vitez,.
Elle passe brièvement par le café-théâtre puis entre en 1977 à la Comédie-Française, pour des rôles de soubrette, en tant que débutante. Elle en devient sociétaire en janvier 1983,. Elle joue également au cinéma et pour la télévision, notamment aux côtés de Pierre Richard dans Le coup du parapluie. Elle quitte la Comédie-Française après une dizaine d'années, en 1988, mais continue à interpréter des rôles au théâtre (souvent dans des œuvres contemporaines), au cinéma et à la télévision. Elle excelle dans les rôles truculents.
Elle a reçu cinq Molière pour des rôles au théâtre. La première fois est en 1989, pour un second rôle dans une pièce relativement classique, La Mouette d'Anton Tchekhov, mise en scène d'Andrei Konchalovsky, à l'Odéon. La deuxième fois est en 2005 pour son interprétation dans Dis à ma fille que je pars en voyage de Denise Chalem, mise en scène par l'auteur, une interprétation remarquée, dans une pièce consacrée à la prison au féminin. Puis, ultérieurement, en 2018, elle reçoit un Molière de la comédienne dans un second rôle pour son rôle dans Tartuffe (le personnage de Dorine). En 2020, elle reçoit un Molière de la comédienne dans un spectacle de théâtre public pour La Mouche, d'après George Langelaan, adaptée très librement par Valérie Lesort et Christian Hecq,. En 2025, elle reçoit le Molière seul en scène pour l’interprétation de « Pauline & Carton » de Charles Trodjman, Christine Murillo et Virgine Berling, mise en scène de Charles Tordjman, La Scala Paris et Artistic Athévains. En 2023, elle reçoit le Prix du Brigadier.
Pour elle et sa sœur, Pierre Notte écrit une pièce créée en 2009, Deux petites dames vers le Nord, mise en scène par Patrice Kerbrat.
Christine Murillo a également écrit, avec Grégoire Oestermann et Jean-Claude Leguay, un ouvrage plein d'humour, intitulé Le baleinié, dictionnaire des tracas, publié par les éditions du Seuil. Dans cet ouvrage, ce trio invente des mots pour désigner des tracas quotidiens et des situations improbables : chercher un objet bien rangé mais où, prendre une insolation pendant un enterrement, partager un repas avec des personnes qui vous veulent du bien mais qui n'aiment pas les Noirs, etc.. Un ouvrage qui veut répondre à l'adage : « souffrir avec précision c'est mieux savoir vivre mal.». Adapté sur scène en une série d'épisodes sous le titre Xu, Ugsu puis Oxu, c'est aussi un succès théâtral des années 2000.

## Filmographie

### Cinéma
- 1977 : Pourquoi pas ! de Coline Serreau
- 1978 : Corps à cœur de Paul Vecchiali : Anna
- 1979 : Plurielles de Jean-Patrick Lebel
- 1979 : Le Divorcement de Pierre Barouh : Marianna
- 1979 : On efface tout de Pascal Vidal : Odile Fouchet
- 1979 : Tout dépend des filles de Pierre Fabre
- 1980 : Le Coup du parapluie de Gérard Oury : Josiane Leblanc
- 1981 : Instinct de femme de Claude Othnin-Girard
- 1983 : Souvenir de Juan-Les-Pins de Pascale Ferran, court métrage
- 1984 : L'Intrus d'Irène Jouannet : L'amie
- 1987 : Nouilles de Marilyne Canto, court métrage
- 1989 : Chambre à part de Jacky Cukier : Femme d'hôtel
- 1990 : Toujours seuls de Gérard Mordillat : Christine
- 1991 : Loin du Brésil de Tilly : Dany
- 1991 : La Vie de bohème d'Aki Kaurismäki : Musette
- 1991 : L'Affaire Wallraff de Bobby Roth : Angela
- 1992 : Reste de Marie Vermillard, court métrage
- 1993 : Roulez jeunesse ! de Jacques Fansten : Agnès
- 1993 : Rupture(s) de Christine Citti
- 1994 : L'Irrésolu de Jean-Pierre Ronssin : Carole
- 1995 : Rosine de Christine Carrière : Chantal
- 1999 : La Pomme, la figue et l'amande de Joël Brisse, court métrage : La femme
- 1999 : Lila Lili de Marie Vermillard
- 1999 : Faire part de Philippe Caroit, court métrage
- 1999 : A mort la mort ! de Romain Goupil : Rosalie
- 2006 : Un ami parfait de Francis Girod : la psy
- 2007 : Ceux qui restent d'Anne Le Ny
- 2009 : Le Vilain d'Albert Dupontel : Mlle Somoza
- 2013 : Alceste à bicyclette de Philippe Le Guay
- 2013 : Le Grand Retournement de Gérard Mordillat
- 2013 : Demi-sœur de Josiane Balasko
- 2014 : Brèves de comptoir de Jean-Michel Ribes
- 2017 : Ouvert la nuit d’Édouard Baer
- 2017 : Knock de Lorraine Lévy : madame Parpalaid
- 2019 : Salauds de pauvres (film à sketches)
- 2022 : La Grande Magie de Noémie Lvovsky

### Télévision
- 1972 : Au théâtre ce soir : Lysistrata d'Albert Husson d'après Lysistrata d'Aristophane, mise en scène Robert Manuel, réalisation Georges Folgoas, Théâtre Marigny
- 1973 : Au théâtre ce soir : La Purée de Jean-Claude Eger, mise en scène Robert Manuel, réalisation Georges Folgoas, Théâtre Marigny (voix off)
- 1973 : L'Epi d'or
- 1974 : Jean Pinot, médecin d'aujourd'hui, feuilleton de Michel Fermaud
- 1979 : Histoires de voyous : Les Marloupins de Michel Berny
- 1979 : Madame Sourdis de Caroline Huppert
- 1979 : Il me faut un million de Gérard Chouchan
- 1979 : L'Œuf d'Yves-André Hubert
- 1981 : L'Épreuve de Jacques Audoir
- 1981 : Il y avait foule au manoir de Michel Treguer, série Le Petit Théâtre d'Antenne 2
- 1981 : Thérèse Humbert de Marcel Bluwal
- 1986 : Le Fils Cardinaud de Gérard Mordillat, série L'Heure Simenon no 5
- 1992 : Interdit d'amour de Catherine Corsini : Monique
- 1994 : L'Air d'une fugue de Marco Pico, série Recherche dans l'intérêt des familles no 2
- 1996 : L'Enfant du secret de Josée Dayan
- 1996 : Forcément coupable de Marco Pico
- 1997 : La Vie de Marianne de Benoît Jacquot : Mme Dutour
- 2000 : Sa Mère, la pute de Brigitte Roüan : Wendy
- 2001 : Le Marathon du lit de Bruno Gantillon
- 2004 : Sœur Thérèse.com, saison 3 de la série, épisode Jardin secret de Joyce Buñuel : Nathalie Delorme
- 2007 : Maman est folle de Jean-Pierre Améris : Isabelle
- 2009 : L'Homme à l'envers de Josée Dayan
- 2010 : Les Vivants et les Morts de Gérard Mordillat
- 2011 : Comment va la douleur ? de François Marthouret et Philippe Lardon : Anaïs
- 2015 : Meurtres à Collioure de Bruno Garcia : Christine Sarda
- 2018 : Capitaine Marleau, épisode Ne plus mourir, jamais, de Josée Dayan : Valérie Wilkins

## Théâtre

### AvantComédie-Française
- 1972 : Le Plaisir conjugal d'Albert Husson, mise en scène Robert Manuel, Théâtre de la Madeleine
- 1974 : Monsieur Barnett de Jean Anouilh, mise en scène Nicole Anouilh, Café-théâtre des Halles Le Fanal
- 1977 : La Cantatrice chauve d’Eugène Ionesco, mise en scène Daniel Benoin, Théâtre Daniel Sorano Vincennes
- 1979 : Lettre aux aveugles à l'usage de ceux qui voient de Denis Diderot, mise en scène Denis Llorca, Théâtre des Célestins

### Carrière à laComédie-Française
- Entrée à la Comédie-Française en 1977
- 471e sociétaire en 1983
- Départ en 1988
- 1980 : Un ou deux sourires par jour d'Antoine Gallien, mise en scène Alain Françon, Comédie-Française au Petit Odéon
- 1981 : Solange, Paris ou ailleurs de Cosmas Koroneos, mise en scène Jean-Christian Grinevald, Comédie-Française au Petit Odéon
- 1982 : Les Corbeaux d'Henry Becque, mise en scène Jean-Pierre Vincent, Salle Richelieu
- 1983 : Les Estivants de Gorki, mise en scène Jacques Lassalle, Salle Richelieu
- 1984 : Est-il bon ? Est-il méchant ? de Denis Diderot, mise en scène Jean Dautremay, Salle Richelieu
- 1984 : Ivanov d'Anton Tchekhov, mise en scène Claude Régy, Salle Richelieu
- 1985 : Les Corbeaux d'Henry Becque, mise en scène Jean-Pierre Vincent, Salle Richelieu
- 1986 : Un chapeau de paille d'Italie d'Eugène Labiche, mise en scène Bruno Bayen, Salle Richelieu
- 1987 : La Ronde d'Arthur Schnitzler mise en scène Alfredo Arias, Comédie-Française au Théâtre de l'Odéon

### AprèsComédie-Française
- 1987 : Pionniers à Ingolstadt de Marieluise Fleisser, mise en scène Bérangère Bonvoisin, Théâtre Nanterre-Amandiers
- 1988 : La Mouette d'Anton Tchekhov, mise en scène Andrei Konchalovsky, Odéon-Théâtre de l'Europe
- 1988 : Les Trois Sœurs d'Anton Tchekhov, mise en scène Maurice Bénichou, Festival d'Avignon
- 1989 : La Mouette d'Anton Tchekhov, mise en scène Andrei Konchalovsky, Odéon-Théâtre de l'Europe
- 1990 : Le Malade imaginaire de Molière et Marc-Antoine Charpentier, mise en scène Jean-Marie Villégier, direction musicale William Christie, Théâtre du Châtelet, Opéra Comédie, Théâtre de Caen
- 1991 : Les Poupées de Martin Provost, mise en scène Martin Provost, Festival d'Avignon
- 1991 : Le Cas Müller II - Rivage à l'abandon, Matériau-Médée, Paysage avec Argonautes d'Heiner Müller, mise en scène Jean-François Peyret, Jean Jourdheuil, Festival d'Avignon
- 1991 : Le Cas Müller III Quartett d'Heiner Muller, mise en scène Jean-François Peyret, Jean Jourdheuil, Festival d'Avignon
- 1992 : Mystification d'après Denis Diderot, mise en scène Jacques Weber, Théâtre de Nice, Théâtre national de Chaillot
- 1992 : Belgicae de Anita Van Belle, mise en scène Pierre Pradinas, lecture Festival d'Avignon
- 1994 : Marchands de caoutchouc de Hanoch Levin, mise en scène Jacques Nichet, Théâtre des Treize Vents
- 1997 : Nathan le Sage de Gotthold Ephraïm Lessing, mise en scène Denis Marleau, Festival d'Avignon, Théâtre national de Strasbourg
- 1998 : Vie et mort du Roi Jean de William Shakespeare, mise en scène Laurent Pelly : Constance, Festival d'Avignon
- 1999 : Vie et mort du roi Jean de William Shakespeare, mise en scène Laurent Pelly, Maison des arts et de la culture de Créteil
- 2000 : Yacobi et Leidenthal d'Hanokh Levin, mise en scène Michel Didym, Théâtre musical, création au Festival d'Avignon
- 2000 : L'Affaire de la rue de Lourcine d'Eugène Labiche, mise en scène Jean-Baptiste Sastre, Théâtre Nanterre-Amandiers
- 2001 : Azmaribèt - Cabaret éthiopien de Dimítris Dimitriádis, Ely Papadimitriou, Georges Seferis, mise en scène Anne Dimitriadis, MC93 Bobigny
- 2002 : Le Nom de Jon Fosse, mise en scène Christian Colin, Théâtre de la Tempête
- 2003 : Edgar et sa bonne et Le Dossier de Rosafol d'Eugène Labiche, mise en scène Yves Beaunesne, Théâtre de l'Union
- 2004 : Dis à ma fille que je pars en voyage de Denise Chalem, mise en scène de l'auteur, Théâtre du Rond-Point
- 2005 : Slogans pour 343 actrices de Maria Soudaïeva et Antoine Volodine, mise en scène Bérangère Bonvoisin, Théâtre national de la Colline - 25 avril 2005 - Performance avec 343 actrices - Filmé par Alain Cavalier
- 2005 : Consulat zénéral d'Aminata Zaaria, mise en scène Lucio Mad, Théâtre de la Tempête
- 2005 : Dis à ma fille que je pars en voyage de Denise Chalem, mise en scène de l'auteur, Théâtre de l'Œuvre
- 2006 : Xu (objet bien rangé mais où ?) de Christine Murillo, Jean-Claude Leguay, Grégoire Oestermann, Théâtre du Rond-Point
- 2007 : Xu (objet bien rangé mais où ?) de Christine Murillo, Jean-Claude Leguay, Grégoire Oestermann, Théâtre de la Manufacture
- 2007 : Dis à ma fille que je pars en voyage de Denise Chalem, mise en scène de l'auteur, Théâtre des Célestins
- 2008 : Xu (objet bien rangé mais où ?) de Christine Murillo, Jean-Claude Leguay, Grégoire Oestermann, tournée
- 2008 : Deux Petites Dames vers le Nord de Pierre Notte, mise en scène Patrice Kerbrat, avec Catherine Salviat, Pépinière Opéra
- 2008 : Vers toi terre promise de Jean-Claude Grumberg, mise en scène Charles Tordjman, Théâtre de la Manufacture
- 2009 : Vers toi terre promise de Jean-Claude Grumberg, mise en scène Charles Tordjman, Théâtre des Célestins, Théâtre des Treize Vents, Théâtre du Rond-Point, Théâtre Marigny
- 2009 : Xu (objet bien rangé mais où ?) de Christine Murillo, Jean-Claude Leguay, Grégoire Oestermann, Théâtre du Rond-Point
- 2009 : Oxu (objet qu’on vient de retrouver et qu’on reperd aussitôt) de Christine Murillo, Jean-Claude Leguay, Grégoire Oestermann, Théâtre du Rond-Point
- 2010 : Deux Petites Dames vers le Nord de Pierre Notte, mise en scène Patrice Kerbrat
- 2010 : L'Infâme de Roger Planchon, mise en voix Jacques Rosner, Théâtre Ouvert
- 2010 : Oxu (objet qu’on vient de retrouver et qu’on reperd aussitôt) de Christine Murillo, Jean-Claude Leguay, Grégoire Oestermann, Pépinière Théâtre
- 2010 : Funérailles d'hiver de Hanoch Levin, mise en scène Laurent Pelly, TNT-Théâtre national de Toulouse Midi-Pyrénées, Théâtre du Rond-Point
- 2011 : Vers toi terre promise de Jean-Claude Grumberg, mise en scène Charles Tordjman, Théâtre du Jeu de Paume, Théâtre national de Nice, Théâtre de l'Union, TNBA, tournée
- 2011 : Chroniques d'une haine ordinaire de Pierre Desproges, mise en scène Michel Didym, Pépinière Théâtre
- 2012 : Chroniques d'une haine ordinaire de Pierre Desproges, mise en scène Michel Didym, Théâtre des Célestins
- 2013 : Les Pâtissières de Jean-Marie Piemme, mise en scène Nabil El Azan, Théâtre Les Déchargeurs. (Reprise Petit Louvre Avignon 2017)
- 2013 : Ugzu de Jean-Claude Leguay, Christine Murillo et Grégoire Oestermann, Théâtre du Rond-Point
- 2013 : Résumons-nous, la semaine a été désastreuse, d'Alexandre Vialatte, mise en scène Charles Tordjman, Théâtre de la Commune
- 2017 : Le Tartuffe de Molière, mise en scène Michel Fau, Théâtre de la Porte Saint-Martin
- 2018 : Les Pâtissières de Jean-Marie Piemme, mise en scène Nabil El Azan, Théâtre Trévise
- 2020 : La Mouche de George Langelaan, mise en scène Valérie Lesort et Christian Hecq, théâtre des Bouffes du Nord, théâtre des Célestins, La Criée, tournée
- 2022 : Embrasse-moi sur ta tombe de et mise en scène Jean-Daniel Magnin, théâtre du Rond-Point
- 2023 : Pauline & Carton, la Scala.

## Distinctions

### Récompenses
- 1989 : Molière de la comédienne dans un second rôle pour La Mouette
- 1991 : Prix Arletty pour son rôle de Macha dans La Mouette
- 1992 : Prix d’interprétation du Festival du Court-Métrage de Brest
- 2001 : Lutin 2001 du court-métrage
- 2005 : Molière de la comédienne pour Dis à ma fille que je pars en voyage
- 2018 : Molière de la comédienne dans un second rôle pour Le Tartuffe
- 2020 : Molière de la comédienne dans un spectacle de théâtre public pour La mouche
- 2023:  Commandeur de l'ordre des Arts et des Lettres
- 2023 : Prix du Brigadier
- Molières 2025 : Molière seul(e) en scène pour Pauline & Carton